# Cristóbal de Moscoso
Cristóbal Moscoso Montemayor, Córdoba y Eslava (? - Madrid, 27 de gener de 1749), el Comte de les Torres de Alcorrín fou un militar borbònic durant la Guerra de Successió Espanyola.
Va conduir en l'any 1705 i 1706, sent Virrei de València i Múrcia, una ofensiva al nord del Regne de València amb una columna de 4.000 infants i 3.000 de cavalleria, posant setge a Sant Mateu. Pocs dies després les seues tropes patirien moltes baixes per la resistència que li presenten un grup de veïns partidaris de l'Arxiduc d'Àustria al pas de l'exèrcit per Vila-real, que ataquen l'exèrcit borbònic en contra de la decisió del Consell de la vila, que intentà mantenir-se al marge del conflicte. L'acció acabaria amb la batalla de Vila-real, l'assalt de la població amb la mort de prop de 500 persones entre els dos bàndols i la crema d'alguns edificis, sobretot les escrivanies i cases de distingits botiflers locals. El maig de 1706, quan el governador era Joan Baptista Basset i la guarnició consistia en uns quants batallons anglesos, Xàtiva fou atacada per Moscoso, però els atacants foren rebutjats amb l'ajut de la població. que resistí fins a l'arribada de Lord Peterborough. L'afebliment de la situació borbònica és aprofitada pels aliats per prendre la ciutat de València el 1706 per l'exèrcit de Charles Mordaunt, comte de Peterborough, format per 6.000 britànics i 2.000 catalans, que estava indefensa, i el comte va haver de fugir a Castella mentre els aliats es dirigeixen a Madrid.
Es va casar dues vegades, la primera amb Juana Galindo de Guzmán, amb qui va tenir tres fills, 
- Juan de Moscoso y Galindo
- Baltasar Victorino de Moscoso y Galindo
- María de Moscoso y Galindo

i la segona amb María de Pedrosa Dávila y Bracamonte, amb qui va tenir un fill més, 
- Juan Francisco de Moscoso Pedrosa

Fou virrei de Navarra i capità general.